# Ochratoxine A
Ochratoxine A (afgekort tot OTA of OA) behoort tot de ochratoxines, een groep van structureel verwante mycotoxines. Het wordt door meerdere schimmels van de geslachten Penicillium en Aspergillus geproduceerd, vooral tijdens opslag van grondstoffen voor levensmiddelen. Bij inname kunnen deze ochratoxines schadelijk zijn voor mens en dier.

## Voorkomen
Ochratoxine A komt overal ter wereld in natuurlijke vorm voor in plantaardige producten zoals granen, graanproducten, maïs, koffiebonen, bonen, gedroogde vruchten, koffie, wijn, bier, vruchtensap, cacao en cacaoproducten en ook in zoethoutwortel en daarmee mogelijk ook in drop. Ook in sommige dierlijke producten komt het voor, zoals in nieren, lever en bloed van zoogdieren wanneer zij ochratoxine A-bevattend voedsel eten. Vooral varkens zijn gevoelig voor dit mycotoxine en met name in varkensnieren, varkenslever en worst waar veel varkensbloed in verwerkt is komen besmettingen voor. Er vindt niet of nauwelijks besmetting plaats van diervoeder via dieren naar vlees, melk en eieren.
Uit onderzoek is gebleken dat levensmiddelen dikwijls verontreinigd zijn. Ochratoxines zijn thermisch stabiel, ze ontleden niet bij verhitting. Een hoge temperatuur en luchtvochtigheid bevordert de vorming van mycotoxines waaronder ochratoxine A.

## Toxicologie en veiligheid
Ochratoxine A veroorzaakt nierziekten, kanker en teratogene afwijkingen (geboorteafwijkingen) in proefdieren. Het verzwakt de immunologische afweer en is daarnaast ook neurotoxisch. Voor ratten is het carcinogeen en teratogeen. 
Bij de mens veroorzaakt het toxine nieraandoeningen (Balkan Endemic Nephropathy) en tumoren aan de urinewegen. Op basis van deze eigenschappen en dierexperimenteel onderzoek stelde het Wetenschappelijk Comité voor de Voeding van de Europese Commissie in 1994 een maximale blootstelling aan ochratoxine A van minder dan 5 ng/kg lichaamsgewicht per dag. Inmiddels heeft de Europese Autoriteit voor voedselveiligheid (EFSA) voor verschillende producten limieten vastgesteld (zie EU 1881-2006) variërend van 0,5 tot 80 microgram per kilogram product, die in Nederland zijn geïmplementeerd in het Warenwetbesluit Verontreiniging van levensmiddelen. Voor diverse andere producten zijn geen maximumgehalten vastgesteld, anders dan het algemene Warenwetprincipe dat een product veilig moet zijn.